# تصميم طباعة الحروف رقميا

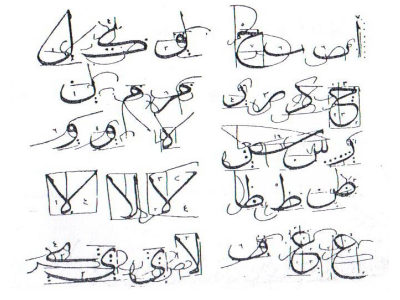

يضم اتصال الحروف في كتابة الخط العربي عدة أمور للوصول للتمثيل الكامل للحرف العربي على الحاسوب، مثل تشابك الحروف وتداخلها، وتعدد مستويات الكتابة وكذلك التموضع الديناميكي لعلامات التشكيل، بصورة تفاعلية مع كل تأثير لعوامل المحاذاة. لقد كان للطباعة الآلية آثارها على علاقة الحرف العربي بالحاسوب وتصميمه رقميا. ولعل فكرة الحروف المركبة لتمثيل علاقات التشابك وتداخل الحروف خير مثال على ذلك. إن توالد الحروف العربية بعضها من بعض، في علاقات منتظمة، في حالي الوصل والفصل، لعب دورا كبيرا في جمالية الخط العربي. ولعل تبنيها في المجال الرقمي قد يعطي مقاربة ملائمة لحل العوائق الناتجة عن اتصال الكتابة العربية، على الأقل في مجال التصميم.
- إن الخطوط الطباعية هي من سمات ومتطلبات الجرافيكس في العصر الحديث، ولا يمكن تحقيق ثورة في مجال التصميم إلا بوجود خطوط متطورة تلبي متطلبات المصمم العصري والرؤية العصرية للكتابة وطريقة عرضها، سواء كانت متلفزة أو مطبوعة على الورق وغيره من الوسائط المتعددة. حيث إن الحاجة أصبحت ملحة لتطوير الحرف العربي ليتلائم مع التطور الحاصل للكتابة اللاتينية وقابليتها للتطويع والتجديد في مختلف الاستعمالات، وبالتأكيد هذا سيكون له دور كبير في تحديث الكتابة وتسهيل القراءة العربية ويعطي الشكل الأنسب للحرف العربي في العصر الرقمي.[1]

## مقدمة
صمم الحاسوب في بداياته لخدمة اللغات اللاتينية وخاصة الإنجليزية. ثم تم توسيع مجالات تطويع تقنياته لتستوعب اللغات الأخرى. من بين هذه اللغات كانت العربية، التي فقدت كتابتُها كثيرا من خصائصها مع الطباعة الآلية.
وبما أن أول من اهتم بقضية الحرف العربي والحاسوب كانوا أجانب، فإنهم انطلقوا في معالجة الكتابة العربية رقميا من الحرف العربي الطباعي الآلي، الفاقد أصلا لكثير من خصائص الخط العربي الجمالية والفنية. من هذا المنطلق، تم تشفير الحرف العربي، ومنه تم بناء صرح أنظمة الكتابة العربية الرقمية. فتضاعفت قضايا الحرف العربي الرقمي: اتصال الحروف العربية، ومحاذاة النص العربي، وتموضع علامات الشكل، على سبيل المثال لا الحصر.
اتصال الكتابة العربية يجعل الحرف العربي قابلا لاكتساب أشكال هندسية مختلفة، من خلال المد والرجع والاستدارة والتزوية والتشابك والتداخل والتركيب. لكن هذه المعاني الفنية - التي ترقت طيلة أكثر من ألف عام - تصطدم رقميا بعوائق كان سببها الانطلاق من خط «عربي» مختزل، تم تجريده من كثير من خصائصه، نظرا للإمكانيات المحدودة للطباعة الآلية، التي كانت حكرا على اهتمامات تجارية غير علمية.
تصميم الحرف الطباعي - قبل الحاسوب - كان يحدد عرضا ثابتا ومساحة محددة لمدة الوصل الأفقي اللازمة لتكوين الكلمة العربية الموصولة الحروف، وبشكل ينتظم معه حتى في حال الفصل الفراغ بين الحروف واستواء السطر. فإذا كان الوصل أفقيا ومستقيما في الطباعة الآلية، فانه في الخط اليدوي يكون محررا من كل قيود الآلة انسيابيا.
تتوزع أوساط المختصين في الطباعة الرقمية العربية ثلاث اتجاهات إزاء تلك القضايا: يدعو الاتجاه الأول إلى تجاوز الاتصال وتناول الكتابة العربية ككتابة منفصلة. ويتحرر الاتجاه الثاني من أي ضوابط في تصميم الخطوط الرقمية اللهم سوى ضابط تجاري وهو تلبية طلب الزبون. ويرى الاتجاه الثالث إن قواعد الخط العربي يمكن استيفاؤها على الحاسوب من خلال التقنيات الحديثة للخطوط الذكية.
- تفتقر الكتابة العربية إلى دراسات حول إمكانيات معيرة تصميم الحروف العربية، كتلك التي للخط اللاتيني [2]، تضبط تطوير الخطوط الرقمية العربية، استنادا إلى قواعد الخطوط العربية كالنسخ والثلث والكوفي وغيرها، وتدرأ عنه فوضى التصميم السالفة أعلاه. ولا يعني هذا السعي لوضع ضوابط لتصميم الخط العربي الرقمي محاولة للحجر على الإبداع والتطور، وإنما لا بد لأي تطوير للخط العربي الرقمي أن يستند إلى قواعد صلبة، لخط عربي تم تطويره عبر مئات السنين.

إن ما يحول ومعيرة لتصميم الخط العربي هو اختلاف قواعد هذا الخط باختلاف أنواع خطوطه. فما يضبط خط الثلث أو خط النسخ ليس هو ما يضبط الخط الكوفي أو خط الرقعة مثلا. من الخطأ الانطلاق في البحث عن معايير للكتابة العربية الرقمية بمعزل عن تخصيص الخط الذي نحن بصدده. لان خط النسخ، هو أساس لكثير من الخطوط الرقمية.
- وثانيا، إن للحرف العربي في الكتابة العربية – وهي متصلة – حالات عدة من ابتداء وتوسط وانتهاء وانفراد، وفي كل حالة له أشكال حسب موضعه من الكلمة، والأحرف التي تليه أو التي تسبقه في المقطع، بل حسب موضعه من الكلمة وموضع الكلمة ذاتها من السطر أحيانا.

لعل ابرز قضايا تصميم الخط العربي في حال الاتصال هو تشابك وتداخل بعض حروف العربية في حال اتصالها. هذا التشابك يختزل عدة قضايا طباعية: أولها أن الكتابة العربية متعددة «المستويات» على السطر، إذ ترتكز على أكثر من خط قاعدي. فنجد حروفا مثل الحاء وأخواتها إذا كانت منتهية أو متوسطة تغير من تموضع الأحرف التي تسبقها في نفس المقطع. وثانيها أن بعض الأحرف حين الاتصال بحرف الحاء مثلا يتقلص جسمها بفعل اتصالها نظرا لإكراهات السطر.
- إن تشابك الحروف العربية لا يمكن حله دوما بالحروف المركبة «الجمالية» خاصة؛ وقواعد الخط العربي، في كل أنواع الخطوط، وضعت للحفاظ على ذاك «الجمال». ولا يمكن تصميم كل الأحرف المتشابكة في الخط كحروف مركبة وإلا ضم الخط الرقمي العربي آلافا من المحارف واستغرق تصميمه وقتا وجهدا ليسا ربما في المتناول دوما ولكان ذاك، بالفعل، ذريعة للتسيب السالف ذكره. أضف إلى ذلك، أن الأحرف المتشابكة لها - في حال الشكل - علامات مختلفة تربط بينها في التموضع علاقات تناظر وتماثل وسد للفراغ، يصعب مقاربته في حال تقريب التشابك بحروف مركبة، كان السبب في ظهورها محدودية الآلة. لكن يمكن الاستناد في نظرنا إلى فكرة توالد الحروف العربية بعضها من بعض - إذ الفاء مثلا هي تأليف بين رأس الواو وجسم الباء وهكذا - وإلى تقسيم الخطاطين للحرف - أثناء تعليم رسمه - إلى أجزاء لمقاربة حل لذاك الإشكال.[3]
- هنالك نقص في مستوى الجودة للخطوط المعروضة، فالغالبية من مصممي الخطوط العرب يذهبون لمحاكاة خطوط لاتينية لتحوير أشكال بعض حروفها لتوليد خط عربي “هجين”، وهذه العملية رغم أنها عادة تمسخ هوية وشخصية الحرف العربي إلا أنها تؤتي ثمارها في بعض الأحيان، وقد شاهدت خطوط عالية الجودة نتجت من مزاوجة بين خطوط لاتينية وتركيبة عربية.[1]

## اتصال الحروف العربية بين الخط اليدوي والطباعة الآلية
تعتبر الطباعة امتدادا للخط العربي وتفعيل آلي له. واجهت الطباعة العربية قطيعة اجتماعية في بداياتها أدت إلى تأخر تطورها بسبب رسوخ ثقافة الخط اليدوي وضعف قدرة التقنية الطباعية عن الوفاء بالتمثيل الجيد للخط الذي بلغ من الرقي أوجا يصعب محاكاته آليا.

### اتصال الحروف في الخط العربي

#### نشأة وتطور الخط العربي
تعددت الآراء في نشأة الكتابة العربية بين القدماء والمحدثين. وهي، في المجمل، تنحصر في ثلاثة آراء:
- أن الكتابة منزلة على الأنبياء – ابتداء من آدم ثم الأنبياء الذين أعقبوه مثل إدريس وإسماعيل وهود عليهم السلام.
- أن الكتابة اختراع عربي نُسب إلى ملوك مدين أو أولاد النبي إسماعيل أو نفر من أهل الأنبار.
- أن الكتابة العربية – في المصادر العربية القديمة – مشتقة من كتابات أخرى أقدم منها، وملخصها أنها اشتقت من المسند وهو قلم الكتابة العربية الجنوبية أو أنها متطورة عنه ونتج من ذلك قلم الجزم الذي نسب للحيرة؛ في حين اعتمدت اغلب المراجع الحديثة نظرية الأصل النبطي للكتابة العربية.

يرى المحدثون من باحثي تاريخ الخط العربي أن العرب اخذوا خطهم عن الأنباط، وهم عرب وقعوا تحت تأثير الثقافة الأرامية. ويستدلون على نسبة الخط العربي إلى الخط النبطي – ذي الأصل الأرامي- إلى أدلة مادية ونقوش عربية تعود في تاريخها إلى ما قبل الإسلام – وتنحصر بين عامي 250 للميلاد ونهاية القرن السادس الميلادي – وتبرز بوضوح الشبه الكبير بين النقوش العربية والنبطية. ويستند أولئك الباحثون أيضا إلى تشابه خصائص كلا الكتابتين ، مثلا في:
- ربط حروف الكلمة الواحدة بعضها البعض، إلا الحروف التي لا ترتبط بالحروف التي تليها، كالدال والراء والواو.
- أشكال بعض الحروف تخالف أشكالها إذا جاءت في آخر الكلمة.
- كانت الحروف خالية من الإعجام.

حمل الجزم مميزات من قلم المسند، وهي ضوابط هندسية وصفت في المصادر القديمة بتسوية الحروف، أي على نسق ووزن ونظام محدد وجد في الخط العربي قبل الإسلام واستمر بعده. أولى الإسلام عناية كبرى بالقراءة والكتابة لأنهما أمر قرآني، ولشدة الحاجة إليها في تدوين القرآن الكريم والسنة النبوية. استخدم في زمن النبوة والخلفاء خط جاف، اغلب زواياه حادة، عرف فيما بعد بالخط الكوفي. أما الخط اللين المستدير فقد ظهر في بداية حكم الأمويين وذاعت أهميته وبرز ببروزه النساخ والوراقون، كأصحاب حرفة جديدة لها مكانة وأهمية اجتماعية. تفرعت عن الكوفي خطوط جديدة منها قلم الجليل والطومار، إذ سميت الخطوط في هذه المرحلة بأسماء أقلام الكتابة. تبدأ مرحلة تجويد الكتابة مع العهد العباسي على يد أعلام للخط العربي كان لهم تلاميذ أتموا ما ابتدأه شيوخهم. استحدث من قلم الطومار قلمي الثلثين والثلث، قياسا على عرض الطومار، ثم قلم النصف الذي عرف فيما بعد بالتوقيع. وتفرعت عن تلك الأقلام أقلام مثل قلم السجلات وقلم الزنبور وقلم المرصع وقلم النساخ والرقاع وخفيف النصف وخفيف الثلث.
يعتبر ظهور ابن مقلة نقلة نوعية ونقطة البداية لمرحلة جديدة في تاريخ الخط العربي، حيث اوجد للكتابة طريقة قررت معايير للخط يضبط بها. وضع ابن مقلة النسب الخاصة لكل خط. فعرض القلم ذو علاقة بنسب الحروف، وأبعادها تنطلق من دائرة قطرها الألف. ووضع لصحة أشكال الحروف شروط التوفية والتمام والإكمال والإشباع، إلى غير ذلك. ولصحة أوضاع الحروف، يشترط ابن مقلة: الترصيف، والتأليف، والتنصيل، والتسطير.
- تستمر سلسلة الخطاطين بعد ابن مقلة. ويبرز ابن البواب الذي جمع خطوط ابن مقلة في النسخ والثلث فجودها وهذبها، وأصلح خط المحقق، وأبدع في الرقاع والريحان. استمر تطور الخط العربي على أيدي خطاطين من دول عدة: المغرب والأندلس والفرس والمماليك والعثمانيين. إلا انه إن كان لهم فضل في تطوير الخط من الناحية الجمالية فإنهم في جانب التقعيد ساروا على مبادئ ابن مقلة إلى يومنا هذا.

#### الشكل والإعجام

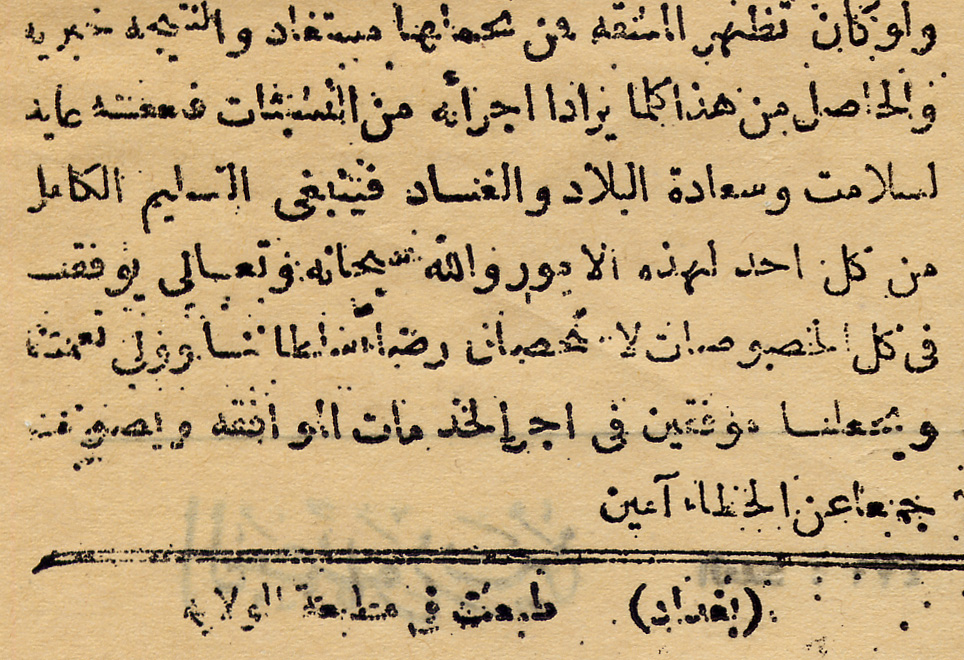
اتصال الحروف في الطباعة العربية في القرن التاسع عشر

ليست كل الخطوط العربية تقبل التشكيل. فإذا كانت علامات الشكل من متممات الخطوط - مثل الثلث والنسخ وجلي الديواني والإجازة والتاج - فإن بعضها الآخر لا يحتمل التشكيل - مثل خط الرقعة والتعليق «الفارسي» في كتابة غير المصحف -. ويهدف التشكيل في خطي النسخ والثلث أساسا إلى:
- إعطاء الشكل الجمالي.
- سد الفراغات.
- درء اللحن والتصحيف في الكلام.
- منع الخلط بين الكلمات التي تكتب بنفس الأحرف.

#### مبادئ في علم الخط
- ميزان الحروف

هو مقياس يقاس به أبعاد الحروف - الطول، والعرض، والعمق، ودرجة الانحدار... -: وهو نقطة على شكل معين مثل نقطة الحرف. ويجوز أن يكون دائرة - بنفس سمك قلم كتابة الحروف -.
- المقطع

هو الشكل الواحد المكون من حروف متصلة فيما بينها، فكلمة الرحمان مثلا، مكونة من مقطعين، وكلمة محمد من مقطع واحد.
- السطر

هو عبارة عن خط مستقيم، وهو أساس في استقرار الحروف، ولا يمكن لهذه الأخيرة أن تكتسب خصائصها في الانتصاب والتسطيح والميل بدون علاقتها بالسطر.
- اتصال الحروف في خط النسخ

يركز دائماً على خط النسخ، لانتشاره الواسع، ولأنه الأصل في كثير من الخطوط الرقمية، ولجمالية صيغة العلاقات بين حروفه داخل المقطع أو الكلمة الواحدة، ثم علاقة الكلمة بما يجاورها من حيث اختيار الموقع المناسب والمسافة المناسبة. ويركز هنا على ما اصطلح عليه ابن مقلة بالترصيف والتأليف.
- تتعدد أشكال الحرف العربي في خط النسخ حسب موضع الحرف من الكلمة، ولا يتم اتصال الحروف في الخط العربي على صورته الصحيحة إلا بعد إتقان أشكال الحروف وقواعدها.
- تعدد أشكال الحروف

للخط العربي شروط تحدد هندسته وبناء أشكال حروفه الثمانية وعشرين. كل حرف له حالتان إما مفرد أو متصل. الحرف المتصل إما أن يأتي مبتدءا أو في الوسط أو متطرفا. ويستثنى من هذه القاعدة الحروف التالية { ا، لا، د، ذ، ر، ز، و} التي لا تتصل مع الحروف التي تأتي بعدها في نفس الكلمة. وبالتالي، فصورتها في الابتداء هي صورة المفرد؛ وصورتها في الوسط هي صورتها في الطرف.
- أما بالنسبة للحرف الذي يأتي بعدها في نفس الكلمة، فصورتها في الوسط هي صورتها في الابتداء؛ وصورتها في الطرف هي صورتها في المفرد.
كل قاعدة حرف تنطبق على أخواتها. الشيء الذي يعطي بناء واحدا في الرسم واختلافا في العدد.
- الباء وأختيها [ ب ] = { ب، ت، ث }
- الجيم وأختيها [ ج ] = { ج، ح، خ }
- الدال وأختها [ د ] = { د، ذ }
- الراء وأختها [ ر ] = { ر، ز }
- السين وأختها [ س ] = { س، ش }
- الصاد وأختها [ ص ] = { ص، ض }
- الطاء وأختها [ ط ] = { ط، ظ }
- العين وأختها [ ع ] = { ع، غ }
- الأسنان [ يتثبتن ] = { ب، ت ، ث ، ن ، ي }

مثال عن أشكال حرف الجيم
نقتصر هنا على مثال واحد وهو حرف الجيم. يتكون شكل حرف الجيم المفرد من جزأين: الرأس والتدويرة

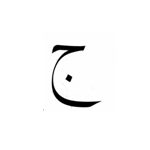
يتكون شكل حرف الجيم المفرد من جزأين: الرأس والتدويرة

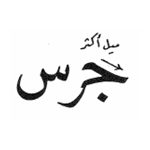
الشكل المفتوح الأول: هذا النوع من الجيم يكتب إذا جاءت بعده الحروف النازلة وهي تجمعها كلمة {جرهمى}

في حين للجيم في بداية الكلمة ثلاثة أشكال، واحد مغلق واثنان منهم مفتوح.
- الشكل المغلق: يكتب إذا جاءت بعده الحروف الصاعدة { ا ل لا د } وكذلك إذا جاءت بعده سن مرتفعة { ب ت س ن }.

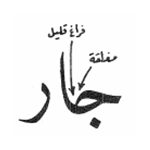
الشكل المغلق: يكتب إذا جاءت بعده الحروف الصاعدة { ا ل لا د } وكذلك إذا جاءت بعده سن مرتفعة { ب ت س ن }

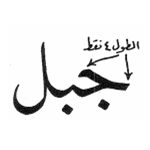
الشكل المفتوح الثاني: ويأتي بعده باقي الحروف

- الشكل المفتوح الأول: هذا النوع من الجيم يكتب إذا جاءت بعده الحروف النازلة وهي تجمعها كلمة {جرهمى}.
- الشكل المفتوح الثاني: ويأتي بعده باقي الحروف.

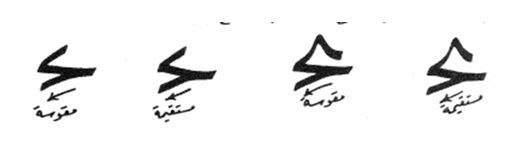
ولها في وسط الكلمة أربعة أشكال

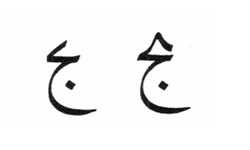
ولها في نهاية الكلمة شكلان

ولها في وسط الكلمة أربعة أشكال.
ولها في نهاية الكلمة شكلان.

### قضايا الاتصال في الطباعة
بدأ تصنيع الحرف الطباعي العربي بمبادرة من أجانب أوروبيين كان يعوزهم الإلمام بقواعد الخط العربي علما وممارسة. ورغم استعانتهم بأهل الفن إلا أن اجتهاداتهم التي تواصلت خمسة قرون كانت تصطدم بقصور الآلة.
يعتبر الحرف اصغر وحدة في عملية التنضيد الطباعي، يهيئ مستقلا في مساحته ثم يرصف في مقاطع وكلمات ثم في أسطر ثم في فقرات وصفحات.
- يمكن إيجاز التحديات التي واجهتها الطباعة الآلية في محاولاتها إيجاد خط طباعي نموذجي في ثلاث قضايا:
- اتصال الكتابة العربية تتشابك بعض الحروف وتتداخل وتتباين أحجام أخرى أثناء الاتصال، فالحاء - وأخواتها- مثلا إذا أتت متوسطة فان الأحرف التي تأتي قبلها في نفس المقطع ترتفع عن السطر ويتقلص بالتالي في هذه الحالة أحجام اللامات.
- تعدد صور الحروف:

تتغير صور الحرف حسب الأحرف التي تتصل به ويتغير حجمه – أي سمك القلم الذي يكتب به – إذا تم تمديده .
- الشكل والإعجام

وجود نقاط الإعجام وحركات الشكل اللغوية والجمالية منفصلة عن الحروف ومتفاعلة مع أي سياقية لصور الحروف المتعددة كما ذكر.
- في وجه تلك التحديات تم اقتراح الخط البسيط أو المختزل لاستخدام اقل عدد من الحروف. وبما أن عدد أحرف العربية ثمانية وعشرون، اثنان وعشرون منها لها أربعة أشكال سياقية (مبتدئ ومتوسط وانتهائي ومنفرد)، وللستة المتبقية منها شكلان (منفرد وانتهائي)، ووصل العدد إلى 108 شكل بإضافة لام الألف والهاء والتاء المربوطتين. امتاز الخط المختصر بالكشيدة - أي الوصلة الأفقية -

والرأسيات - كاللام والألف والكاف والطاء والظاء - القصيرة وقصر الحروف النازلة عن السطر الكتابي. تم استحداث بعض الأشكال لبعض الأحرف نظرا للعوائق التقنية السالفة كالحاء المتوسطة «ـحـ» وهو شكل لم يكن له وجود قبل الطباعة الآلية.
امتازت الطباعة الآلية ببدائية رسم وتصميم معظم أنواع حروفها رغم تطور تقنياتها.

## المعالجة الرقمية لاتصال الكتابة العربية
اطر تشفير العربية كيفية معالجة خاصية الاتصال فيها، ورغم انه كان بالإمكان رقميا التحرر من قيود الآلة – كمعطى بديهي - إلا أن انطلاق تمثيل الكتابة العربية في أعقاب الطباعة الآلية واعتمادا على مقارباتها نقل قيود الآلة تلك إلى المجال الرقمي كما سنلاحظ في مقاربات يونيكود للاتصال وصيغ الخطوط الرقمية المعتمدة عليه، كمثال ليس للحصر.

### اتصال الحروف العربية في يونيكود
يخصص الرمز العالمي الموحد يونيكود رقما فريدا لكل حرف أو رمز له دلالة معينة، بغض النظر عن منصة التشغيل أو البرنامج أو اللغة المستخدمة. ويقدّم يونيكود آلية لتوسيع قاعدة المعيار وإضافة الرموز القديمة أو المستجدة، قادرة على ترميز أكثر من مليون رمز إضافي، وهو عدد كاف لتلبية احتياجات تشفير جميع الأحرف ورموز أنظمة الكتابة لكل لغات العالم بما فيها رموز وحروف اللغات البائدة. تعرّف مواصفة يونيكود كل الرموز المستخدمة في اللغات الرئيسية المكتوبة في العالم. وتتضمّن رموز اللغات الأوربية، والآسيوية، واللغات التي تتم كتابتها من اليمين إلى اليسار، كاللغة العربية والفارسية والأوردو والباشتو. وتشمل مواصفة يونيكود أيضاً علامات النقط، وعلامات الشكل أو الأحرف المميزة، والرموز الرياضياتية، والرموز التقنية، إلى غير ذلك.
لا تكتفي مواصفات الترميز بتعريف هوية كل رمز، وقيمته الرقمية أو موقع شيفرته، بل إنها تحدد أيضاً كيفية تمثيل هذه القيمة بـالبتات. إن الفارق بين تحديد نقطة الترميز وإظهارها على الشاشة أو الصفحة المطبوعة، بالغ الأهمية لفهم دور مواصفة يونيكود في معالجة النصوص. ويعتبر الرمز المعرّف عن طريق نقطة ترميز يونيكود، مدخلاً مجرّداً. وهكذا يمثل الحرف العربي آ: (U+0622) ""ARABIC LETTER ALEF WITH MADDA ABOVE. أما العلامة المطبوعة على الصفحة أو المعروضة على الشاشة المحرف Glyph فهي تمثيل مرئي للرمز. ولا تعرّف مواصفة يونيكود هذه الصور المنقوشة ؛ بل تعرّف طريقة تأويل الرموز، وليس طريقة إظهار النقوش. وهكذا يعتبر محرك التصميم - عبر طاقم المحارف - هو المسؤول عن إظهار الرموز على الشاشة. كما لا تحدد مواصفة يونيكود حجم أو شكل أو اتجاه الرموز على الشاشة.
مبادئ في تشفير العربية بيونيكود
عدد الحروف العربية الأساسية في يونيكود ثابت، وكل حرف منها له رمز وحيد وإن تعددت صوره وأشكاله السياقية. صورة الحرف التي تمثله على جداول الحروف بيونيكود تتعلق بصورة للحرف وهو منفصل.
خرائط تمثيل العربية في يونيكود
يقصد بنظام الكتابة العربية Arabic script مجموعة المحارف والرموز الممثلة في خرائط Charts يونيكود - من U+0600 إلى U+06FF - والمستخدمة في كتابة اللغات العربية واللغات التي
تستعمل هذه المحارف. يخصص يونيكود 942 شفرة لتمثيل الحروف والرموز المستعملة في اللغة العربية وكذا اللغات المكتوبة بواسطة الحروف العربية. وتجتمع المحارف في عدة خرائط هي
- خارطة 06: تتضمن تشفير الأحرف العربية الأساسية، وعددها 48.

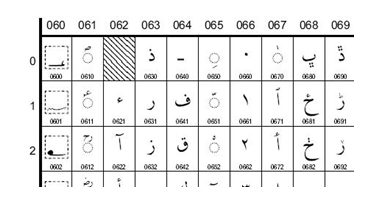
خارطة: تتضمن تشفير الأحرف العربية الأساسية، وعددها 48

- خارطة FB: تهدف إلى تشفير المتغيرات السياقية للمحارف العربية، وعددها 143.

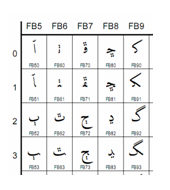
خارطة FB: تهدف إلى تشفير المتغيرات السياقية للمحارف العربية، وعددها 143

- خارطة FC وFD: تضم تشفير بعض الأحرف المدمجة من حرفين أو ثلاثة أحرف، وقد اتخذ قرار من لدن يونيكود بعدم قبول أي حرف مدمج آخر:

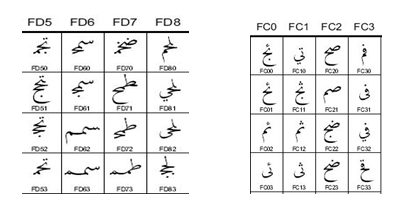
خارطة FC وFD: تضم تشفير بعض الأحرف المدمجة من حرفين أو ثلاثة أحرف، وقد اتخذ قرار من لدن يونيكود بعدم قبول أي حرف مدمج آخر

- خارطة FE: تمثل تشفير المتغيرات السياقية للمحارف العربية، ولام الألف، والأوضاع المتغيرة لعلامات الشكل.

اتصال الكتابة العربية في يونيكود
الواصل والفاصل بعرض منعدم Zero Width: هما محرفان غير مطبوعين منعدما العرض يحملان في يونيكود، على التوالي، الرمزين U+200D وU+200C . عند وضع الواصل بين محرفين يفترض ألا يتصلا أو بعد محرف في صورته النهائية فإنه يجعله متصلا مع ما يليه من المحارف. وعند وضع الفاصل منعدم العرض - أو الفاصلة المجازية - بين محرفين قابلين للاتصال فإنها تمنع اتصالهما مع
بعض.
إن أي آلية للتصميم لا بد أن توفر على الأقل اختيار المحرف المناسب لكل حرف عربي حسب سياق اتصال الكتابة، وأن يعوض بعض المتتاليات من الحروف بمحارف تمثل أحرفا مركبة igatures.
أقسام الربط: يعطي يونيكود لكل حرف عربي الحق في أن يظهر وفق عدة صور - أو محارف - حسب ما يتطلبه السياق. عدد صور كل محرف محددة بقسم ارتباطه:
| قسم الربط        | الرمز | الحروف                                                                    |
| ---------------- | ----- | ------------------------------------------------------------------------- |
| موصول يمينا      | R     | ا لا د ذ ر ز                                                              |
| موصول يسارا      | L     | لا شيء                                                                    |
| موصول من الجهتين | D     | ب، ت، ط، ع ف ق ...                                                        |
| واصل             | C     | الرابط بعرض منعدم - الكشيدة. هذان الحرفان ينفردان بعدم تغير الصورة سياقيا |
| منفصل            | U     | الفاصلة المجازية، الهمزة، الهمزة المرفوعة، الأرقام، المسافات...           |
| شفاف             | T     | علامات الشكل والاندماج Combining signs                                    |

قواعد ربط المحارف العربية في يونيكود
لتوضيح قواعد ربط حرف عربي X ، نستعمل الرموز التالية لتمثيل المحارف التي ستمثل X:
Xn حالة الحرف وهو منفرد - كما يظهر على جدول الحروف الأساسية في يونيكود- ؛
Xr حالة الحرف الموصول من اليمين، يدخل في هذه الحالة الأحرف الموصولة من الجهتين في حال مجيئها منتهية؛
Xl حالة الحرف الموصول من اليسار، يدخل في هذه الحالة الأحرف الموصولة من الجهتين في حال مجيئها ابتدائية؛
Xm حالة الحرف الموصول من الجهتين، يدخل في هذه الحالة وحدها الأحرف الموصولة من الجهتين.
القواعد السبعة لربط المحارف العربية في يونيكود هي:
1. الحروف الشفافة لا تؤثر على الحالة السياقية للمحارف الأساسية.
2. كل حرف X موصول عن اليمين إذا كان عن يمينه حرف يسبب اتصالا على اليمين يأخذ الحالة Xr، مثال ـ + ا = ـ+ ا = ــا.
3. كل حرف X موصول عن اليسار إذا كان عن يساره حرف يسبب اتصالا على اليسار يأخذ الحالة Xl.
4. كل حرف X موصول من الجهتين إذا كان عن يمينه حرف يسبب اتصالا عن اليمين وعن يساره حرف يسبب اتصالا عن اليسار يأخذ الحالة Xm.
5. كل حرف قابل للاتصال من الجهتين إذا كان عن يمينه حرف يسبب اتصالا عن اليمين وعن يساره حرف لا يولد أي اتصال يأخذ الحالة Xr.
6. كل حرف قابل للاتصال من اليسار إذا كان عن يساره حرف يسبب اتصالا عن اليسار وعن يمينه حرف لا يسبب اتصالا عن اليمين يأخذ الحالة Xm.
7. إذا لم يكن تطبيق القواعد السالفة ذا مكان بالنسبة لحرف X فإنه يأخذ الحالة Xn.

الحروف المركبة: الحروف المركبة، أو المتشابكة أو المندمجة Ligatures، هي محارف يندمج فيها أكثر من حرف ليكون مجموعها محرفا واحدا. تنقسم المحارف المركبة إلى قسمين: المحارف المركبة التجميلية، والمحارف المركبة اللغوية.
تكوين المحارف المركبة وفق يونيكود: يضع يونيكود ثلاث قواعد لتكوين الأحرف المركبة هي:
1. المحارف الشفافة ليس لها تأثير على تكوين المحارف المركبة.
2. كل متوالية للمحارف تضم لاما موصولا من الجهتين يتبعه ألف يجب أن تكون الحرف المدمج لام ألف في وضعية الانتهاء.
3. كل متوالية للمحارف تضم لاما يتبعه ألف يجب أن تكون الحرف المدمج لام ألف في وضعية الانتهاء.

### اتصال الحروف العربية في الخطوط الرقمية
- تتعدد صيغ الخطوط الرقمية، فنجد منها: ميتافونت ، بوست سكريبت، تروتايب، أوبن تايب. أشهرها أوبن تايب، الذي يعد اندماج لمميزات بوست سكريبت - الذي وضع من طرف أدوب - ومميزات تروتايب - الذي وضع من طرف مايكروسوفت -. الخط الرقمي في صيغة أوبن تايب عبارة عن مجموعة جداول. كل جدول له مهام معينة. بعض الجداول هي أساسية وأحيانا مشتركة بين أوبن تايب وتروتايب.
- وبعضها الآخر تمت إضافته من طرف أدوب أو ميكروسوفت.

من المفاهيم الأساسية في أوبن تايب: 
- سكريبت، هو نظام الكتابة؛
- اللغة، ويحدد اللغة أو اللغات المعنية بنظام الكتابة؛
- السمات أو الميزات، هي وظائف محددة داخل نظام الكتابة؛
- المرائي، تكون السمة وتعطي أوامر الإبدال أو التموضع أو غيرها.

جدول التموضع GPOS
يساعد هذا الجدول في التحكم الدقيق في تموضع المحارف لتنسيق ومعالجة النصوص في جميع المجموعات اللغوية واللغات التي يدعمها الخط.
وسمات التموضع هي:
- تموضع المحارف المتصلةcurs ، لترصيص المحارف المتصلة بحيث يتموضع كل حرف متصل ليتصل بسابقه.
- التجانبkern ، لمجانبة المحارف فيما بينه، ومعالجة الفراغات الناتجة بين المحارف غير المتصلة.
- تموضع علامة التشكيل على المحارفmark ، لموضعة علامة التشكيل بالنسبة للمحارف.
- تموضع علامات التشكيل فيما بينهاmkmk ، لموضعة علامات التشكيل بعضها فوق بعض.

جدول الإبدال GSUB
هذا الجدول يحتوي على المعلومات التي تساعد على عملية استبدال المحارف، والتي تساعد في معالجة الوحدات اللغوية، واللغات المدعومة من قبل الخط المعني. ففي بعض اللغات، مثل العربية، نجد أن صورة المحرف تتحدد حسب موضعه في الكلمة، فالميم، في أول الكلمة (مـ) والميم في وسط الكلمة (ـمـ) والميم في آخر الكلمة (ـم) والميم المنفصلة (م)، يتم إبدال كل منها من خلال جدول الإبدال.
- وأيضا الحروف المركبة التي يتم إحلالها كوحدات مرسومة بشكل معين بدل عدة حروف لتعطي شكلا جميلا ومنسقا يتم تمثيلها من خلال جدول الإبدال.
وسمات الإبدال هي:
- ccmp سمة لتكوين محرف انطلاقا من عدة محارف، أو لتفكيك محرف إلى عدة محارف. ويتم تنفيذ هذه السمة قبل أي سمة أخرى.
- isol سمة لرسم حرف من حروف يونيكود في صورته المنفردة، وهي في الغالب شكل الحرف الذي يظهر في جدول يونيكود الأساسي.
- fina سمة لإظهار الحرف في صورته الانتهائية.
- medi سمة لإظهار الحرف في صورته المتوسطة.
- init سمة لإظهار الحرف في صورته الابتدائية.
- rlig سمة لرسم المحارف المركبة اللغوية، مثل لام ألف/ ولامي لفظ الجلالة.
- calt سمة لتعويض محرف بأحد أشكاله المناسب للسياق، بحيث يمكن استبدال محرف الجيم الابتدائية بالشكل الأنسب حسب السياق، كما في المثال في الفقرة عن تعدد «أشكال الحروف».
- liga سمة لرسم المحارف المركبة الجمالية.
- dlig سمة لجعل المحارف المركبة ترسم بتحكم من المستعمل.
- cswh سمة لتعويض المحرف الافتراضي بعدة أشكال مناسبة لسياق معين.
- jalt سمة لتعويض محرف أو أكثر بغرض محاذاة النص.
- mset سمة لوضع علامات الشكل، في ويندوز 95.

## فكرة توالد المحارف في الخطوط الرقمية

### توالد الحروف في الخط العربي

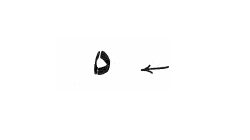
جزء الدال الموجود في الكاف واللام هو مكبر عن جزء الدال. يمكن أيضا استخراج الهاء المربوطة من الدال عبر تصغيره

قسم الخطاطون أجزاء الحروف إلى عدة أقسام: المنتصب، والمنسطح، والمستدير، والمنحني، والمنكب، والمستلقي، إلى غير ذلك. ينقل الزفتاوي نصا في رسالته دون إيعاز إلى القائل أو الكاتب: "
احمدُ الخطوط رسما ما اعتدلت أقسامه، وانتصبت ألفه ولامه، واستقالت سطوره، وضاهى صعوده حدوره، وتفتحت عيونه، ولم تشتبه راؤه ونونه، وقدرت أصوله، واندمجت وصوله، وتناسب دقيقه وجليله".
تشترك الحروف العربية في كثير من تلك الأجزاء، ما جعلهم يقسمونها إلى حروف أصلية وأخرى مستخرجة ؛ أو إلى حروف أساسية وأخرى ثانوية. في خط الثلث والنسخ، يمكن حصر الحروف الأصلية
في: {أ، ب، ج، د، ر، و، ن}. وبقية الحروف هي حروف مستخرجة.
- إضافة إلى ذلك، حدد الخطاطون ضوابط لعلاقات الحروف فيما بينها في وصلها وفصلها وانتظامها. في الشكل التالي تقريب لفكرة توالد الحروف واشتقاق بعضها من بعض بيد سيد إبراهيم أحد، الخطاطين.

### طريقة للتصميم

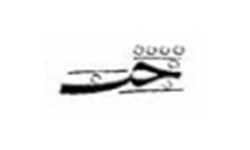
الجيم في الحالة التالية يكتب بنصف القلم

كيف يمكن رقميا وانطلاقا من الحروف الأصلية - داخل أي خط رقمي من أنواع الخطوط العربية، استخراج باقي الحروف ؟
استنادا إلى ما تقدم من فكرة توالد الحروف لا بد من تتبع المراحل التالية:
- تحديد الأجزاء المتماثلة بين المحارف، فيتم تجزيء المحارف على هذا الأساس إلى أجزاء أولية، فالفاء المنفردة مثلا هو محرف مركب من رأس الواو المنفردة وكأس الباء المنفردة والنقطة. فيتم أخذ هذه اللبنات كأجزاء أولية يتم من خلالها بناء المحارف الأخرى إن أمكن ذلك. فتركيب رأس الواو وجسم الراء يعطينا محرف الواو على سبيل المثال. عملية التجزيء والتركيب هذه تتم كلها على مستوى صور المحارف Glyph لا على مستوى الرموز Character. فإذا تم اشتقاق شكل المحرف المنفرد من أجزاء أولية معينة فهذا لا يعني أن الحرف في شكله الانتهائي سيشتق من الأجزاء نفسها في شكلها الانتهائي. فكل متغير سياقي قد يتم تركيبه من أجزاء أولية مختلفة. تمدنا صيغة المحارف الذكية تروتايب بخاصية «المحرف المركب» Composite glyph وهي تقنية لإعادة تركيب المحارف من خلال هذه الأجراء الأولية.
- هذا على مستوى التماثل بين أجزاء المحارف. لكن، في الكتابة العربية نميز بين سياق الحرف الذي يولد على الأكثر أربعة أشكال للحرف، وبين سياق المحرف الذي قد يولد عددا هائلا من الأشكال.

- فالمحرف العربي كائن متغير. فللباء مثلا عدة أشكال تتغير حسب السياق:
إن أي محاولة لبناء خط رقمي للكتابة العربية من المستوى الجيد ينبغي أن يمر عبر الدراسة المتأنية لكل هذه السياقات.
حتى وإن أخذ المصممون بعين الاعتبار كل هذه الاختلافات، فان تصميم وبرمجة عملية التركيب في حد ذاتها شيء صعب. فللحفاظ على انسيابية الخط الرقمي ينبغي ترصيف المحارف بطريقة لا تشعر العين بأن هناك ربطا قصريا بين المحرف والذي يليه. عندما نراقب خطاطا وهو يرسم بيده كلمة، فإننا لا نكاد نميز اللحظة التي مر خلالها من حرف إلى آخر. هذه الانسيابية تفتقدها الكثير من الخطوط الرقمية.
لمعالجة هذا الإشكال رقميا نعتمد الطريقة التالية: للربط بين محرفين متصلين نجعل مدة الوصل كامتداد للمحرف الأول أي كجزء منه فيتم تصور المحارف منذ المراحل الأولى للتصميم على هذا الأساس. ولا يستلم الحرف الثاني الزمام إلا بعد أن تستنفد المدة أو تكاد.
- تصميم آليات الوصل بين الحروف واستعمالها كأجزاء أولية.

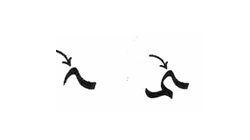
تصميم آليات الوصل بين الحروف واستعمالها كأجزاء أولية

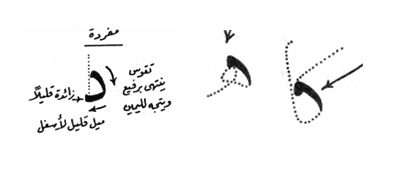
جزء الدال العلوي يتكرر في حرفي الكاف والهاء ويمكن استعماله أيضا في اللام ألف

- استخراج باقي المحارف، وإسناد رمزها المناسب من يونيكود - هذه من مهام محرك التصميم - مع مراعاة نقاط وصل المحارف المستخرجة وتموضع علامات الشكل.

في ما يلي التركيز على دراسة التحويلات الهندسية التي تنتظم العلاقة بين أجزاء بعض المحارف سعيا لتقليص عدد الأجزاء في المرحلة الأولى من الطريقة المقترحة.
التوسع أو Scaling مع الحفاظ على السمك
مثال جزء الدال العلوي يتكرر في حرفي الكاف والهاء ويمكن استعماله أيضا في اللام ألف
جزء الدال الموجود في الكاف واللام هو مكبر عن جزء الدال. يمكن أيضا استخراج الهاء المربوطة من الدال عبر تصغيره.
التوسع مع تغيير السمك
و يكون في حال تمديد الحرف، تكتب بعض أجزائه بسمك القلم كاملا، مثال الجيم في الحالة التالية يكتب بنصف القلم: وفي حال التمديد يكتب بقلم كامل.
الدوران
يقع مثلا في جزء بين العين والصاد.

## جدول الألفاظ
| عربي              | إنجليزي                   |
| ----------------- | ------------------------- |
| الخط              | Script                    |
| معيرة تصميم الحرف | Character design standard |
| اتصال الكتابة     | Writing cursivity         |
| الحروف المركبة    | Ligature                  |
| علامات الشكل      | Diacritic marks           |
| محرف              | Character                 |
| صورة              | Glyph                     |
| يونيكود           | Unicode                   |
| أوبن تايب         | OpenType                  |

## التطويع
هنالك فرق بين الخط العربي (التقليدي) والخط العربي الطباعي، فالأول تتجسد جماليته وروحه الحقيقية وهو مكتوب باليد أكثر مما هو بالتنضديد الآلي، ورغم أن هنالك برامج آلية للخط العربي بأنواعه الرئيسية الستة، إلا أنها لا تصل لمستوى الإبداع الفني والتركيب الحرفي الذي يبدع فيه الخطاطين.
إن الخطوط الطباعية تتطلب أن تكون عملية ومدمجة لكي تظهر بسلاسة وتناغم في الأعمال الفنية، لكن ومن ناحية أخرى هنالك نوعيات من الخطوط الطباعية العربية التي تتميز بشكلها الحر الانسيابي وحروفها المتعددة الأشكال والارتباطات… وهنالك الخطوط النسخية السطرية التي تحاكي النسخ اليدوي وهي ناجحة، كما أن خطي “ديوان ثلث” وديوان نسخ” من شركة ديوان للبرمجيات أثبتا أن تطويع الخطوط العربية التقليدية للاستعمال الرقمي ممكن من الناحية التقنية والتنفيذ.
إن فكرة التمثيل الكامل للحرف العربي على الحاسوب استنادا إلى فكرة توالد المحارف بعضها من بعض تحل بعض مشاكل تصميم الحرف العربي وفق كثير من الأسس والقواعد الجمالية والفنية التي تعتمد على الخصائص المشتركة بين الحروف. لكن إشكال الاستغناء عن المحارف المدمجة ليس قضية يمكن حلها داخل الخطوط الرقمية - في بيئة أوبن تايب مثلا أو في غيرها - وحدها، بمعزل عن التفكير في إيجاد محرك للتصميم خاص بنظام الكتابة العربي، مثل محرك "Arabic calligraphic engine" الذي لدى ديكوتايب ؛ أو تطوير المصممات الحرة، مثل مصمم غرافيت ؛ أخذا بعين الاعتبار ضرورة معالجة علامات التشكيل بشكل دينامي متفاعل
مع أي تأثير للمحاذاة  ، والتي لا يمكن إغفال خصوصيتها في النص العربي. وأمام ذلك ثلاث مهام رئيسية، في طور الإنجاز:
- تطوير محرك تصميم حر حتى يستوعب خصائص الكتابة العربية.
- إعداد خطوط رقمية - بصيغة أوبن تايب أو غرافيت أو بوستسكريبت - تتضمن المحارف الأصلية والأجزاء الرئيسية لاستخراج باقي المحارف، مهيأة خصيصا لهذا المصمم.
- تطويع برنامج ملحق قصد الاستفادة من ذاك المصمم في نظام رقمي ما للكتابة إن اقتضى الأمر ذلك.

## انظر ايضًا
- يونيكود
- فن رقمي
- مباعدة الجمل